# Кули (Ирландия)
Кули (англ. Coolea; ирл. Cúil Aodha) — деревня в Ирландии, находится в графстве Корк (провинция Манстер). Является частью Гэлтахта.
В окрестностях деревни был снят фильм «Ветер, который качает вереск».

## Города-побратимы
- Ле-Фёй (Франция, с 1986)[3]